# Heliothela wulfeniana
Heliothela wulfeniana — вид лускокрилих комах родини вогнівок-трав'янок (Crambidae).

## Поширення
Вид поширений в Європі (за винятком крім Ірландії, Великої Британії, Норвегії та Португалії), в Туреччині, на Кавказі та в Середній Азії. Присутній у фауні України.

## Опис
Розмах крил 16-19 мм. Тіло коричневе з білими лапками. Передні крила темно-коричневі з чорним візерунком та дрібними сірими крапками. Задні крила коричневі з великою білою плямою. Зовнішні краї крил облямовані сіро-синюватими лусочками.

## Спосіб життя
Метелики літають з травня по серпень. Личинки живляться різними видами м'яти та фіалки, мінуючи їхнє стебло. Заляльковування відбувається у ґрунті поруч з рослиною-господарем.